# Elacatis californicus
Elacatis californicus är en skalbaggsart som först beskrevs av Mannerheim 1843.  Elacatis californicus ingår i släktet Elacatis och familjen trädbasbaggar. Inga underarter finns listade i Catalogue of Life.